# BA-11
BA-11 byl sovětský obrněný automobil postavený na podvozku nákladního automobilu ZIS 6. Počátky projektu sahají do roku 1937, kdy Rudá armáda dala požadavek na nový obrněný automobil. Roku 1938 byla dána nová specifika, práce na projektu dále pokračovaly v Moskevském závodě. Výrobu prototypu a sériovou výrobu již zajišťoval od roku 1939 leningradský Ižorský závod. V průběhu doby produkce docházelo k dalšímu vývoji, vznikl typ BA-11D. Automobily se vyráběly od roku 1939 do roku 1941, kdy byla výroba v důsledku válečných událostí ukončena.